# Teuthras
Teuthras je v řecké mytologii eponymním vládcem Teuthranie  nebo Mýsie .
Nejvíce je známý v souvislosti s příběhem Auge a jejich syna Telefa. Většina pramenů uvádí, že se s Auge oženil a Telefa vychoval. Jiný příběh popisuje Pseudo-Plutarch: Podle něho Teuthras zabil na hoře Thrasyllos jednoho z posvátných kanců (Eber) bohyně Artemis Orthosia. Ta ho za to potrestala šílenstvím. S pomocí proroka Polyidose však jeho matka bohyni udobřila. To vedlo  k jeho uzdravení. Poté přejmenoval onu horu na Teuthras. Pohoří se nachází severně od Bergamy v Turecku.
Teuthras je možná syn Midiose a Arge.